# Skånings och Valle tingslag
Skånings och Valle tingslag var ett tingslag i Skaraborgs län.
Tingslaget bildades 1905 och uppgick 1 januari 1944 i Skara, Skånings och Valle tingslag.
Tingslaget omfattade Skånings och Valle härader och ingick i Skånings, Valle och Vilske domsaga. 
Tingsplats var Skara.